# Oscar Aparicio i Pedrosa
Oscar Aparicio i Pedrosa   (la Bisbal d'Empordà, 1972) és un advocat i polític català, alcalde de la Bisbal d'Empordà des de 2023.

## Biografia
Implicat a la política local del seu poble natal, és regidor de l'Ajuntament de la Bisbal d'Empordà des del 1999, excepte el període de 2011 i 2014, que va aconseguir arribar a un acord amb Núria Anglada (CiU) per fer una moció de censura contra Lluís Sais (ERC).
Fou Vicepresident Comarcal del Baix Empordà del juliol del 2011 fins al juliol del 2019. El juny del 2021 va deixar el Consell Comarcal per dedicar-se al Parlament de Catalunya.
De setembre del 2015 fins a maig del 2018 va ser coordinador d'àrea de Drets Socials a l'Ajuntament de Girona
De juliol del 2018 fins al març del 2021 Cap de Gabinet de la Subdelegació del Govern a Girona.
En les eleccions al Parlament de Catalunya de 2021, va guanyar el segon escó per la circumscripció gironina, esdevenint així un dels tres diputats socialistes de la XIII Legislatura per Girona.
A les eleccions municipals de 2023, fou escollit alcalde de La Bisbal d'Empordà, després d'un pacte amb Compromís x la Bisbal - Junts per Catalunya i Tots x la Bisbal.